# Fleury-la-Montagne
Fleury-la-Montagne – miejscowość i gmina we Francji, w regionie Burgundia-Franche-Comté, w departamencie Saona i Loara.
Według danych na rok 1990 gminę zamieszkiwało 587 osób, a gęstość zaludnienia wynosiła 67 osób/km² (wśród 2044 gmin Burgundii Fleury-la-Montagne plasuje się na 399. miejscu pod względem liczby ludności, natomiast pod względem powierzchni na miejscu 997.) W 2007 roku populacja wzrosła do 614 mieszkańców, a gęstość zaludnienia wynosiła èà,é osób/km²
We wsi znajduje się zabytkowy kościół romański, którego początki sięgają XII wieku Kościół św. Bartłomieja w Fleury la Montagne.